# Žilov

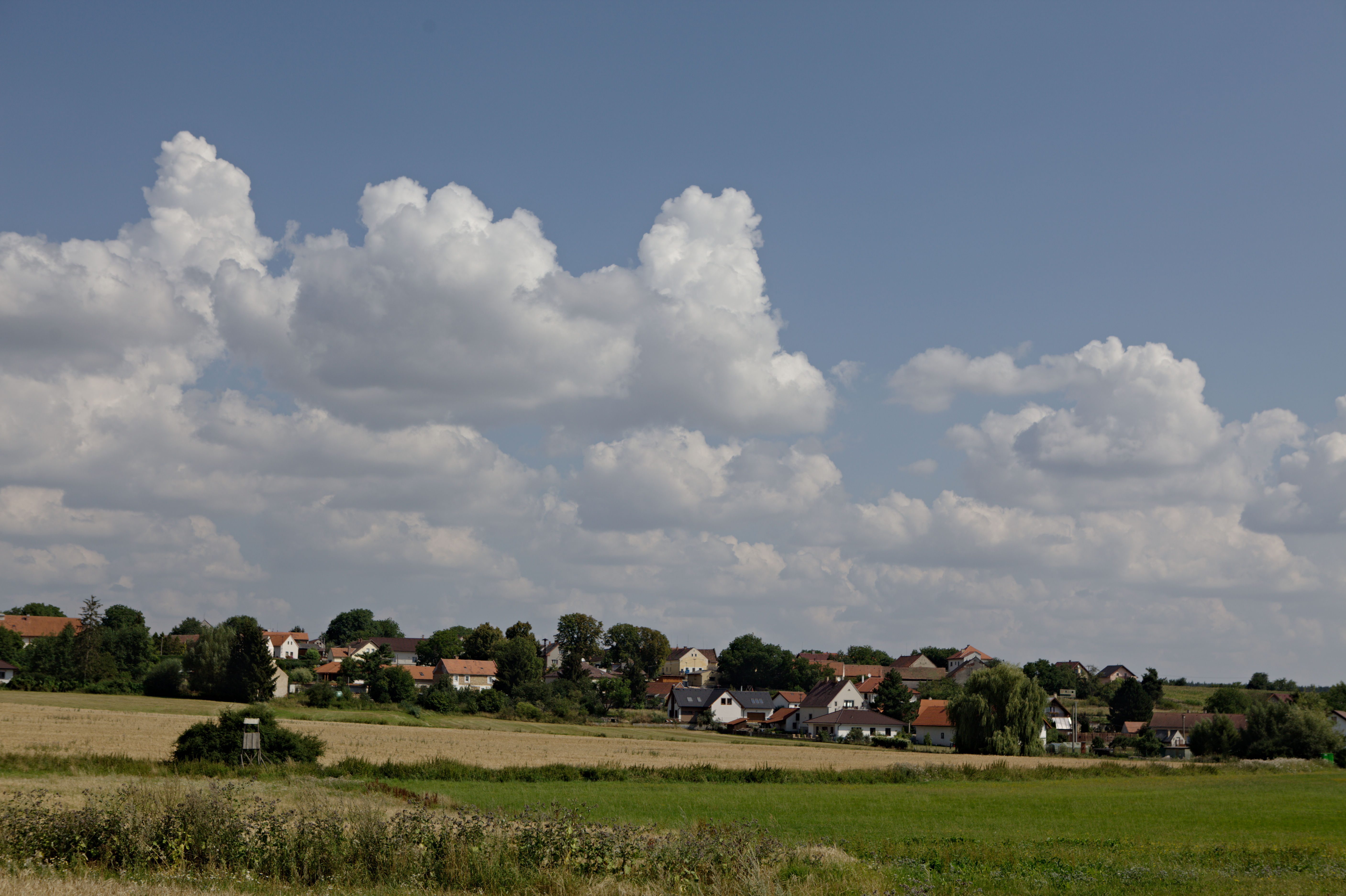
Žilov (2018)

Žilov ist eine Gemeinde in Tschechien. Sie liegt in der Mitte des Bezirkes Plzeň-Nord, ca. 15 km nordwestlich der Stadt Plzeň. Žilov grenzt im Osten an Horní Bříza und im Westen an Všeruby. Der Ort wurde erstmals im Jahr 1269 schriftlich erwähnt.

## Ortsteile
Die Gemeinde hat die Ortsteile Žilov und Stýskaly.